# Governatorato di 'Amran
 ʿAmrān  (in arabo: عمران) è un governatorato dello Yemen.